# Шатское водохранилище
Шатское водохранилище — искусственный водоём, образованный на реке Шат в Тульской области для удовлетворения потребностей в воде предприятий города Новомосковска. Располагается на месте Иван-Озера (ныне не существует).
Год заполнения — 1932. Площадь зеркала водоёма равна 1250 га. Объём воды — 0,066 км³. Площадь водосборного бассейна — 330 км². Длина береговой линии — 65 км.
Шатское водохранилище с самого начала своего существования подвергалось большому воздействию со стороны предприятий Новомосковска. Оно использовалось для приёма загрязнённых отходами производства минеральных удобрений сточных вод. К середине 1980-х годов содержание вредных веществ в воде превысило допустимую норму, что сделало необитаемыми Иван-Озёрский рукав, центральную и приплотинную части водохранилища.
В 2000-х годах зона водохранилища начала развиваться как важный рекреационный центр. В 2007 году на предприятии НАК «Азот» была принята программа реализации природоохранных мероприятий в бассейне реки Шат и Шатского водохранилища. В 2008 году на закупку оборудования для снижения выбросов в атмосферу и на ремонт очистных сооружений было потрачено более 600 миллионов рублей.